# Windy Nunatak
Windy Nunatak är en nunatak i Antarktis. Den ligger i Sydshetlandsöarna. Argentina, Chile och Storbritannien gör anspråk på området. Toppen på Windy Nunatak är 125 meter över havet.
Terrängen runt Windy Nunatak är huvudsakligen kuperad, men österut är den platt. Havet är nära Windy Nunatak åt sydost. Trakten är glest befolkad. Närmaste befolkade plats är Commandante Ferraz Station, 9,1 kilometer väster om Windy Nunatak. 